# Republiek (organisatie)
Republiek (voorheen Republikeins Genootschap) is een Nederlandse republikeinse vereniging met het doel om de regeringsvorm van Nederland op democratische wijze een republikeinse grondslag te verlenen. 
De vereniging streeft naar een gekozen staatshoofd en is tegen erfopvolging. Republiek vindt dat een monarchie in strijd is met democratie en streeft daarom naar een parlementaire republiek. Republiek wil zijn doel bereiken door het verschaffen van informatie via eigen kanalen, onderzoek en acties en het onderhouden van een publiek debat over de meerwaarde van een republiek boven een monarchie.

## Geschiedenis
De vereniging werd allereerst opgericht als Nieuw Republikeins Genootschap (NRG) op 20 januari 1998 in De Balie in Amsterdam, opgericht door Ewout Irrgang en Elisabeth van der Steenhoven, als tegenhanger van het oorspronkelijke Republikeins Genootschap dat leden alleen toeliet door coöptatie. In 2017 fuseerden het oude Republikeins Genootschap en het Nieuw Republikeins Genootschap tot Republikeins Genootschap (RG). In 2021 nam het RG de naam Republiek aan.
De directe aanleiding tot de oprichting van het Nieuw Republikeins Genootschap vormden de festiviteiten ter gelegenheid van de zestigste verjaardag van koningin Beatrix en het afsluiten van de Dam te Amsterdam voor deze festiviteiten. Op 20 januari 1998 werd een Republikeins Manifest opgesteld, en op 29 januari van dat jaar riep de toenmalige NRG-woordvoerder Erik van den Muijzenberg op de Dam onder het oog van de internationale pers de 'Derde Republiek der Nederlanden' uit. Het NRG gaf begin april 2013 aan in de twee voorafgaande maanden een snelle groei van 800 leden te hebben doorgemaakt (boven op de 1.200 die in januari lid waren), en schreef deze toe aan de 'oranjehype' rond de komende troonswisseling tussen Beatrix en kroonprins Willem-Alexander, eind die maand. Twee weken later was dit aantal gestegen naar 2.800 leden.
Op 19 februari 2017 kondigde het NRG een fusie met het RG aan. Tijdens de algemene ledenvergadering van het NRG van 13 mei 2017 werd de fusie door de leden goedgekeurd. De vereniging ging verder onder de naam 'Republikeins Genootschap'. Drijvende kracht achter die samengang van de twee organisaties was toenmalig voorzitter Hans Maessen.

## Organisatie
Op de Algemene Leden Vergadering (ALV) van 17 april 2021 maakte het bestuur van de vereniging de nieuwe naam Republiek bekend en werd ook een nieuwe huisstijl gepresenteerd. Op de vergadering werd bovendien ook een nieuwe strategie uitgerold en een aanzienlijke bestuurswijziging die in nieuwe statuten werd vastgelegd. Het bestuur van de vereniging wordt vanaf dat moment gevormd door een Dagelijks Bestuur (DB) en een Algemeen Bestuur (AB). De voorzitter, secretaris en penningmeester hebben zitting in beide besturen. Het bestuur legt op de Algemene Ledenvergadering (ALV) verantwoording af aan de leden. In de nieuwe statuten wordt ook de rol van de professioneel ingehuurde campagnemanager vastgelegd. Deze geeft leiding aan het campagnebureau dat de campagnes van Republiek bedenkt en uitvoert.

## Internationale samenwerking
Naar aanleiding van de uitbreiding van de Europese Unie richtten dertien republikeinse organisaties uit alle monarchieën van de EU op 1 mei 2004 een verzoekschrift aan het Europees Parlement. De organisaties vroegen om de afschaffing van de monarchie in de hele Europese Unie. Het verzoekschrift was een initiatief van de Belgische Republikeinse Kring (CRK) en werd mede ondertekend door het NRG.

### Alliance of European Republican Movements (AERM)
In juni 2010 is door enkele Europese republikeinse bewegingen, waaronder het NRG, de AERM opgericht: Alliance of European Republican Movements. Deze organisatie is een samenwerkingsverband voor Europese republikeinse organisaties. Er zijn zeven Europese organisaties lid van de AERM: De Republikeinse Cirkel (CRK) uit België, Republik nu uit Denemarken, Foreningen Norge Som Republikk uit Noorwegen, het Spaanse Red Inter-Civico Republicana uit Spanje, Republikanska Föreningen uit Zweden, Republic uit het Verenigd Koninkrijk en Republiek uit Nederland. 
Op initiatief van de Nederlandse republikeinen is de AERM in 2022 veranderd in een belangengroep met een zetel in Nederland. De internationale republikeinse organisatie richt zich sindsdien op het delen van kennis over campagnes en monarchieën, ondersteuning in de ontwikkeling van websites en online campagnes en het aantrekken van subsidies. Voorzitter van Republiek Floris Müller werd benoemd als eerste voorzitter van de nieuwe AERM, de Nederlandse campagnemanager Bram van Montfoort heeft de leiding over de dagelijkse campagne van AERM. In 2024 werd Graham Smith van Republic voorzitter. 
Jaarlijks organiseert een wisselend gastland een conventie waarbij besturen van alle ledenorganisaties worden uitgenodigd.
- 2010 - Stockholm, Zweden
- 2011 - Londen, Verenigd Koninkrijk
- 2012 - Kopenhagen, Denemarken
- 2013 - Brussel, België
- 2014 - Oslo, Noorwegen
- 2015 - Amsterdam, Nederland
- 2016 - Madrid, Spanje
- 2017 - Västerås, Zweden
- 2018 - Londen, Verenigd Koninkrijk
- 2019 - Kopenhagen, Denemarken
- 2020 - afgelast vanwege covid
- 2021 - Amsterdam en Utrecht, Nederland
- 2022 - Oslo, Noorwegen[13]
- 2023 - Stockholm, Zweden
- 2024 - Manchester, Verenigd Koninkrijk

## Activiteiten

### Protestacties
Het genootschap heeft diverse malen protestdemonstraties tegen de monarchie (mede) georganiseerd. Deze vallen over het algemeen samen met openbare optredens van leden van het Koninklijk Huis. Het genootschap manifesteerde zich onder meer tijdens het huwelijk van Willem-Alexander en Máxima Zorreguieta op 2 februari 2002 in Amsterdam. Onder de naam "Het Witte Plein" presenteerden verschillende tegenstanders en critici van de monarchie op het Koningsplein een alternatief programma, dat een tegenwicht moest bieden aan het oranje feestgedruis.

#### Troonswisseling
Nadat toenmalig koningin Beatrix op 28 januari 2013 haar aftreden bekendgemaakt had, kondigde het NRG diverse acties aan. Één daarvan was de actie Nederland draagt wit, een oproep aan iedereen met bezwaren tegen de monarchie om op 30 april, de dag van de troonswisseling, iets van wit te dragen. Samen met de actiegroep "Het is 2013" organiseerde het genootschap een manifestatie op het Waterlooplein. Daarnaast liepen individuele demonstranten door de stad, aangezien dit niet geldt als een betoging in de zin van de Wet openbare manifestaties. Vanaf twee personen is dit wel het geval en is voorafgaande kennisgeving aan de gemeente vereist. Activiste Joanna van der Hoek van Het is 2013 en campagneleider Hans Maessen van het NRG werden vlak voor de balkonscène op de Dam gearresteerd, ondanks dat zij invididueel demonstreerden en ondanks toezeggingen van burgemeester Van der Laan dat dit zou worden toegelaten. Na een paar uur werden zij weer vrijgelaten en bood de politie haar excuses aan. Er zou sprake zijn geweest van een inschattingsfout. Zowel Maessen als Van der Hoek zetten vraagtekens bij de deze verklaring. Maessen vermoedde zelfs 'een georkestreerde actie'. Een dag later werd gesproken van een persoonsverwisseling. Wat er precies gebeurd is die dag is nooit helemaal duidelijk geworden. Een jaar later deed Maessen alsnog aangifte tegen de politie wegens opzettelijke wederrechtelijke vrijheidsberoving. Nadat het OM had besloten niet tot vervolging over te gaan, startte Maessen een artikel 12 Sv-procedure. Het gerechtshof Den Haag wees zijn verzoek om het OM tot vervolging te dwingen echter af.

#### Koningsdag en andere protestacties
Sinds de acties tijdens de troonswisseling is het eenmansprotest een beproefde methode voor de republikeinen. Hier volgt een lijst met evenementen waarbij leden van Republiek aanwezig waren om te demonstreren:
- 30 augustus 2014: De viering van 200 jaar Koninkrijk in Maastricht.[37]
- 27 april 2015: Koningsdag 2015 in Dordrecht.[38][39] Na afloop werd een krans gelegd bij het standbeeld van de gebroeders De Witt.[40]
- 19 mei 2015: Een bezoek van koning Willem-Alexander en koningin Máxima aan Zeeuws-Vlaanderen. Hierbij werd een protestbord door de politie in beslag genomen. Na een klacht van het NRG hierover gaf de politie haar fout toe.[41][42][43]
- 3 juli 2015: Een bezoek van koning Willem-Alexander aan Oudewater.[44]
- 3 september 2015: Een bezoek van koning Willem-Alexander aan Enschede.[45]
- 15 september 2015: Prinsjesdag 2015.[46]
- 27 april 2016: Koningsdag 2016 in Zwolle.[47][48] Enkele leden van vrijdenkersvereniging De Vrije Gedachte deden ook mee aan het protest.[49]
- 27 april 2017: Koningsdag 2017 in Tilburg.[50][51] Nieuw was dat het NRG deze keer een 'uitvalsbasis' had.[52]
- 27 april 2018: Koningsdag 2018 in Groningen.[53][54]
- 19 september 2021: Picknick Kroondomein 't Loo in Apeldoorn.[55]
- 27 april 2022: Koningsdag 2022 in Maastricht. Een honderdtal leden demonstreert langs de route die het koninklijk gevolg door de stad aflegt onder het motto 'Willem de Laatste'. Directe aanleiding voor de actie is onderzoek waaruit blijkt dat er geen meerderheid meer is voor erfopvolging in Nederland.[56][57] Enkele republikeinen, waaronder de voorzitter, verklaren tegenover de media tegengezeten te zijn in hun demonstratierecht.[58]
- 27 april 2023: Koningsdag 2023 in Rotterdam.[59] Republiek zet bij deze demonstratie in op de hoge kosten voor het bezoek van de koning aan de havenstad. 250 leden van republiek en sympathisanten verzamelen zich in het centrum van de havenstad onder het motto 'Duurste koningsdag in de armste gemeente van Nederland'.[60] Voor de actie verspreidt Republiek tienduizenden stickers in Nederland met een gedicht van een Rotterdamse stadsdichter over de dure koningsdag.[61] De organisatie doneert bovendien 7.500 euro aan de voedselbank in Rotterdam.
- 27 april 2024: Koningsdag 2024 in Emmen.[62] Een honderdtal leden demonstreert in het centrum van Emmen. Inzet van de actie is de lancering van een petitie om het salaris van de koning te verlagen en om hem te dwingen niet alleen inkomstenbelasting maar ook erf en schenkbelasting te laten betalen.[63] Willem Alexander en zijn gezin betalen met uitzondering van btw en hondenbelasting geen belastingen.

#### Overige activiteiten
Begin 2011 kwam het NRG in het nieuws met het verzoek aan verschillende gemeenten om straten en andere objecten die naar Prins Bernhard waren vernoemd een andere naam te geven, vanwege de misstappen die de prins begaan zou hebben. Het genootschap riep leden op om door middel van een standaardbrief hun gemeente om een naamswijziging te vragen.
Eind 2012 ontstond het idee voor een 'Dag van de Republiek'. Bij een online verkiezing kozen de stemmers voor 26 juli, de dag dat in 1581 het Plakkaat van Verlatinghe werd ondertekend. De eerste viering zou plaatsvinden in Goejanverwellesluis, maar ging uiteindelijk niet door en werd een jaar uitgesteld. Op 26 juli 2014 zou in De Balie in Amsterdam een bijeenkomst worden gehouden met diverse activiteiten. Deze werd echter geschrapt na de vliegramp met de MH17. Het NRG-bestuur vond een viering niet gepast. Het jaar erop werd slechts gemeld dat op deze dag de prijs voor de Republikein van het jaar zou worden uitgereikt. Omdat winnaar Arjen Lubach verhinderd was, werd dit verschoven naar de algemene ledenvergadering in november. Ondanks dat het de bedoeling was er een jaarlijks evenement van te maken, is er geen nieuwe viering meer gehouden.
Om aanklachten en veroordelingen op grond van majesteitsschennis en klachten over het optreden van politie en justitie bij demonstraties tegen de monarchie systematisch te inventariseren, startte het NRG begin 2013 het 'Meldpunt Majesteitsschennis en het optreden van Politie en Justitie bij Oranje-festiviteiten'. Er staan negen gevallen vermeld op de website, maar dit betreft vooral historische gevallen.
Het NRG heeft tweemaal een symbolische belastingaanslag afgeleverd aan het adres van koningin Beatrix, uit protest tegen de belastingvrijstelling die sommige leden van het Koninklijk Huis genieten. In september 2000 gebeurde dit bij Paleis Noordeinde, in maart 2013 bij Huis ten Bosch.
Op 15 april 2013 lanceerde het NRG het burgerinitiatief 'Het salaris van de koning'. Doel was dat de uitkering die de koning van het Rijk krijgt ter discussie te stellen en te zorgen dat deze zou worden verlaagd. De benodigde 40.000 handtekeningen zijn niet gehaald; de teller is op 25.733 blijven steken. Een jaar na de start van het initiatief verklaarde PvdA-Kamerlid Jan Vos van mening te zijn dat het salaris van de koning verlaagd moest worden naar het niveau van dat van de minister-president. Zijn collega Jeroen Recourt liet daarop weten dat het een privéstandpunt van Vos betrof en dat de rest van de PvdA-fractie de hoogte van het salaris van de koning wilde handhaven. In 2020 riep het bestuur van Republiek wederom op om het salaris van de Koning te verlagen naar de Balkenendenorm.
Nadat op 30 november 2013 de Landing van de Prins op het strand van Scheveningen was nagespeeld in het kader van de viering van 200 jaar Koninkrijk, kwam het NRG met zijn eigen herdenking. Op 18 januari 2014, de dag dat stadhouder Willem V 219 jaar eerder het land verliet, werd in kunstenaarsruimte Pulchri Studio in Den Haag een aantal sketches opgevoerd. Hierin stonden de leden van het Huis Oranje-Nassau centraal die Nederland ooit waren ontvlucht. Ook koning Willem-Alexander en Máxima werden op de hak genomen.
Naar aanleiding van de Koningsspelen probeerde het NRG in maart 2016 door middel van een crowdfundactie aandacht te genereren, om zo te bewerkstelligen dat deelname voortaan vrijwillig zou zijn. Uit republikeinse hoek kwam al langer commentaar op het evenement. Met name het dwingende karakter ervan (in de meeste gemeenten is het een gewone schooldag) en de vermeende persoonsverheerlijking van de koning die het met zich mee zou brengen, stuitten sommigen tegen de borst.

### Onderzoek Kosten Koningshuis
Eind 2016 kondigde het NRG een onderzoek aan naar de kosten van de Nederlandse monarchie. Geïnspireerd door een soortgelijk onderzoek van de Britse republikeinse organisatie Republic, waaruit bleek dat de Britse monarchie acht keer zoveel zou kosten als de officiële cijfers aangaven, wilde men alle kosten die voor het koningshuis gemaakt worden en de belastingvrijstellingen die zij genieten in kaart brengen. Om het onderzoek te financieren werd een crowdfundactie opgezet. Daarnaast werd er onder de naam "WillyLeaks" een meldpunt geopend waar mensen tips en adviezen kon achterlaten. Klokkenluiders werden eveneens opgeroepen zich te melden, desnoods anoniem. In het juni-nummer van De Republikein werden de eerste bevindingen gepresenteerd. Op 24 april 2018 publiceerden de republikeinen hun rapport. Volgens de onderzoekers kost de monarchie niet € 59,4 miljoen, zoals begroot, maar € 345,5 miljoen per jaar, hoewel men er direct bij vermeldde dat er gebruik is gemaakt van "creatief rekenwerk", aangezien er geen cijfers bekend zijn over het vermogen van de Oranjes. Zowel de Rijksvoorlichtingsdienst als de Belgische hoogleraar Herman Matthijs, die onderzoek gedaan heeft naar de kosten van diverse West-Europese staatshoofden, deden het rapport af als "giswerk".

### Rechtszaak tegen de macht van de koning
Floris Müller, die eerder secretaris was bij het Republikeins Genootschap en later vice-voorzitter, werd op de Algemene Ledenvergadering op 12 september 2020 verkozen tot nieuwe voorzitter. Op 22 september kondigde hij aan dat de vereniging van plan is om een rechtszaak te beginnen tegen de macht van de koning. Hiervoor wil het genootschap procederen tegen de staat in een collectieve actie, vergelijkbaar met de rechtszaak van duurzaamheidsorganisatie Urgenda tegen de staat in 2015 over de naleving van de duurzaamheidsdoelstellingen van de overheid. Advocaat Ewout Jansen, die eerder in VPRO programma de Snijtafel commentaar gaf op de buitengewone macht van de koning in de grondwet, staat het Republikeins Genootschap bij in de zaak. Om rechtsgang en kosten voor een advocaat te kunnen betalen werd een crowdfundingactie uit de grond gestampt. Daarmee haalde het genootschap in een week €25.000 op, genoeg om een proces te beginnen.

### Free Amalia
Eind 2021 lanceerde Republiek ter gelegenheid van de aanstaande verjaardag van kroonprinses Catharina-Amalia der Nederlanden, de actie 'Free Amalia'. Daarmee wil het de Oranjetelg oproepen om afstand te doen van de troon, om een normaal leven te kunnen leiden waarin ze niet beperkt is in haar 'partnerkeuze, beroepskeuze en keuze voor kinderen of niet', aldus Republiek. Via sociale media en in een postercampagne in alle grote steden roept de organisatie leeftijdgenoten op om de actie te steunen.

### Politieke lobby
Republiek maakt er geen geheim van dat de organisatie lobbyt in Den Haag om steun van politieke partijen. De organisatie voert gesprekken met Kamerleden over wetsvoorstellen en hun stellingname debatten over het Koningshuis en zet de republiek op de agenda bij de ledenvergaderingen van grote partijen. In 2023 haalde een ledenvoorstel om republikeins te worden het net niet bij D66. In oktober van dat jaar ging PvdA-Groenlinks wel om; de partij is nu officieel voor een parlementaire republiek. Volgens voorzitter van Republiek Floris Müller geven de leden van de partij "met hun stem gehoor aan een groeiende maatschappelijke afkeer tegen de monarchie”. Partij van de Dieren en Volt beraden zich over een republikeins standpunt. In Nederland zijn de SP en Bij1 officieel republikeins.

## Republikeins Congres
Op 6 november 2021 vond het eerste jaarlijkse congres plaats van Republiek in Felix Meritis aan de Keizersgracht in Amsterdam. Met het congres wil het bestuur van Republiek inhoudelijk in gesprek met de leden en geïnteresseerden. Op de eerste editie waren zo'n 250 mensen aanwezig en werden meerdere lezingen gegeven over het thema 'Vrijheid' en ging Floris Müller in gesprek met de leden van de AERM en koningshuisverslaggevers. Voor 2022 staat een congres gepland in Utrecht. Voor aanvang van het congres vindt de jaarlijkse Algemene Ledenvergadering plaats.

## Republikein van het Jaar

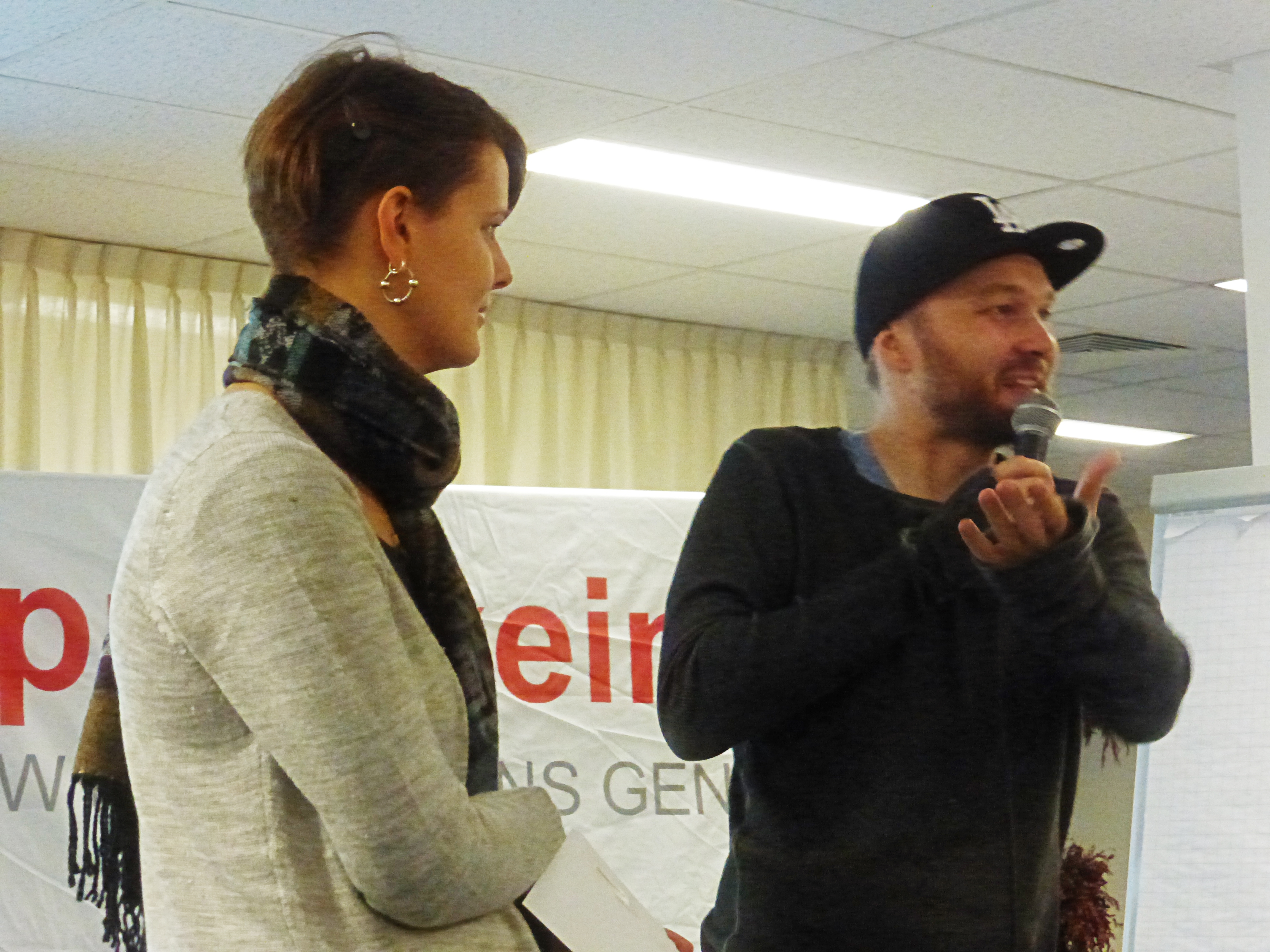
Arjen Lubach volgde Joanna van der Hoek (links) op als Republikein van het Jaar voor zijn 'Farao der Nederlanden'-satire.

In 2014 begon het NRG met het uitreiken van een prijs voor de Republikein van het Jaar, waarmee men een persoon of organisatie in het zonnetje wilde zetten die in dat jaar op één of andere manier de republiek onder de aandacht gebracht had. Als tegenhanger was er ook een prijs voor het Schoothondje van Oranje, 'de meest schaamteloze orangist van Nederland'.
| Republikein van het jaar - 2014: Joanna van der Hoek - 2015: Arjen Lubach - 2016: Maarten van Rossem - 2017: Youp van 't Hek - 2018: Gerard Aalders - 2019: Marcel van Roosmalen - 2020: Sheila Sitalsing | Schoothondje van Oranje - 2014: Mark Rutte - 2015: Mark Rutte - 2016: Mark Rutte - 2017: NOS - 2018: Sybrand Buma - 2019: Mark Rutte - 2020: Mark Rutte (lifetime achievement award) |

## Hans van den Bergh-lezing
Sinds 2014 organiseert Republiek op 3 december de Hans van den Bergh-lezing, genoemd naar hoogleraar, publicist en RG-lid Hans van den Bergh (1932-2011).
Sprekers:
- 2014 - Anton van Hooff: De Bataafse Opstand als legitimatie van de Republiek der Verenigde Nederlanden, De Balie, Amsterdam[113][114]
- 2015 - Dik van der Meulen: Multatuli en het 'wormstekig huis van Oranje', Pulchri Studio, Den Haag[115][116]
- 2016 - Erik van Muiswinkel: God, Sinterklaas en Oranje: Het sprookje de baas, OBA theater, Amsterdam[117][118]
- 2017 - Hedy d'Ancona: De uitverkoop van het Nederlandse cultuurbeleid, OBA theater, Amsterdam[119][120]
- 2018 - Midas Dekkers, OBA theater, Amsterdam[121]
- 2019 - Boris van der Ham, Plantage Dokzaal, Amsterdam[122]
- 2020 - Geannuleerd wegens Covid[123]
- 2021 - Nelleke Noordervliet, Bibliotheek Neude, Utrecht[123] (gehouden in 2022 wegens Covid)
- 2023 - Maarten van Rossem, Amstelkerk, Amsterdam [124]
- 2024 - Jamal Ouariachi, Amstelkerk, De republiek en de kracht van het irrationele

## Tijdschrift De Republikein

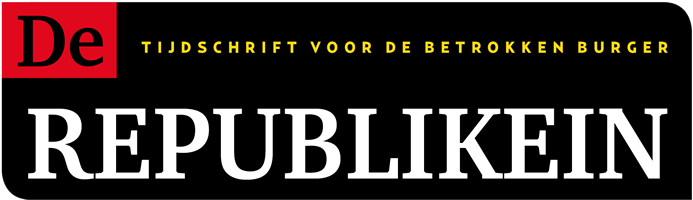
Logo De Republikein

Van 1999 tot 2009 gaf het NRG het verenigingsperiodiek De Hofleverancier uit. In 2005 richtten het Republikeins Genootschap en Nieuw Republikeins Genootschap samen het tijdschrift De Republikein op; alle 1300 toenmalige leden van het NRG werden automatisch abonnee. Nadat begin 2018 een poging om van De Republikein het huisblad van het Republikeins Genootschap te maken op niets uitliep, werd besloten zelf een nieuw ledenblad, getiteld Republikeins Bulletin, uit te geven. Sindsdien opereert het tijdschrift als zelfstandig orgaan, met een eigen journalistieke raad van commissarissen en ontvangt het alleen een jaarlijkse subsidie van Republiek. In mei 2022 maakte redacteur van het eerste uur en later hoofdrecteur René Zwaap bekend terug te treden.

## Jonge Republikeinen
In de historie van het (N)RG is driemaal geprobeerd een jongerenbeweging op te zetten, telkens met de naam Jonge Republikeinen. De eerste keer was in 2008. Deze club kwam in het nieuws toen ABN Amro weigerde een rekening voor hen te openen, wat leidde tot Kamervragen van de PVV. Hierna is er weinig meer van vernomen. In 2013 wilden een aantal republikeinse jongeren zich opnieuw organiseren, maar dit liep kennelijk op niets uit. In mei 2017 volgde de derde poging. Vooralsnog is er alleen een Facebookpagina in de lucht.

## Afsplitsingen

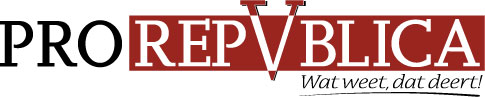
Logo Pro Republica.

- Eind 2003 ontstond in het NRG onenigheid over het uitnodigingsbeleid voor een thema-avond. Uit protest richtte Peter Nugter van de Republikeinse Socialisten in 2004 het Nieuw Republikeins Gezelschap op.[135] Het Nieuw Republikeins Gezelschap is nooit actief geworden en inmiddels opgeheven.
- In september 2004 stapte bestuurslid Frits Hoogesteger op. Hij betichtte het NRG van eenzijdigheid omdat het op bijeenkomsten alleen linkse sprekers zou uitnodigen. In januari 2005 richtte Hoogesteger het Republikeins Platform op.[136]
- Ook Pro Republica is voortgekomen uit het Nieuw Republikeins Genootschap. Aanvankelijk als vereniging, maar na een faillissement als gevolg van een verloren rechtszaak wegens het schenden van auteursrechten ging het verder als stichting.[137][138]